# Claude Desjoyeaux
Pour les articles homonymes, voir Famille Desjoyeaux.
Claude Desjoyeaux (dit Claudius) est un banquier et homme politique français né le 2 janvier 1836 à Saint-Étienne, ville où il est mort le 6 mai 1883. Il fut maire de Saint-Etienne du 22 juin 1871 au 30 décembre 1874.

## Biographie

### Famille
Fils de Claude Desjoyeaux, maître de carrière à La Pareille, et de Marie-Claire Chosson, il épousa le 3 mars 1872 à Tarare Marie-Philippine-Célestine Ruffier, fille de François, président de la Chambre de commerce de Tarare, chevalier de la Légion d’Honneur, et de Pierrette-Delphine Leutner.   

### Vie professionnelle et politique
D'abord négociant en soie, gérant de la maison Louis Desgrand à Saint-Étienne, il fut, lors de la guerre de 1870, intendant général de l'ambulance de marche de Saint-Étienne, créée par les habitants de la ville pour secourir les blessés des armées de la Loire et de l'Est,.  
Le 22 juin 1871, à l'âge de 35 ans, il fut nommé par le Préfet de la Loire président de la commission administrative faisant office de conseil municipal et maire de Saint-Étienne, à la suite des événements de la Commune de Saint-Étienne. De tendance légitimiste, il exerça ce mandat jusqu'au 30 décembre 1874. 
Il devint ensuite banquier, premier directeur de l'agence stéphanoise du Crédit Lyonnais.

## Décorations
Il fut fait chevalier de la Légion d'Honneur le 1er décembre 1874.